# فيزو ديل ماركوس (سيوداد ريال)
بلدية فيزو ديل ماركوس (بالإسبانية: Viso del Marqués)‏، هي إحدى بلديات مقاطعة سيوداد ريال إحدى مقاطعات إسبانيا، والتي تقع في منطقة قشتالة لا منتشا وسط إسبانيا.
يبلغ عدد سكانها 2.879 نسمة وفقاً لإحصائية سنة (2007).